# Pegasoferae
Pegasoferae é um clado de mamíferos placentários que foi proposta recentemente num artigo sobre taxonomia molecular publicado por Nishihara, Hasegawa e Okada (2006). 
Surpreendentemente, seus dados levaram à formação de um clado constituído pelas ordens Chiroptera (morcegos), Carnivora (carnívoros como gatos e cães), Perissodactyla (cavalos, rinocerontes e antas) e Pholidota (pangolins). De acordo com estes resultados, os ungulados perissodátilos estão mais próximos dos carnívoros do que dos ungulados artiodátilos. 
Estudos subseqüentes não vieram a confirmar ainda a consistência do clado Pegasoferae (Matthee et al., 2007; Springer et al., 2007). O nome foi dado a partir do grego Pegasos (cavalo alado = cavalos + morcegos) e de Ferae, superordem que inclui os Carnívoros e Folídotos. Constituiriam uma subdivisão de um grupo maior, os Laurasiatheria.

## Galeria

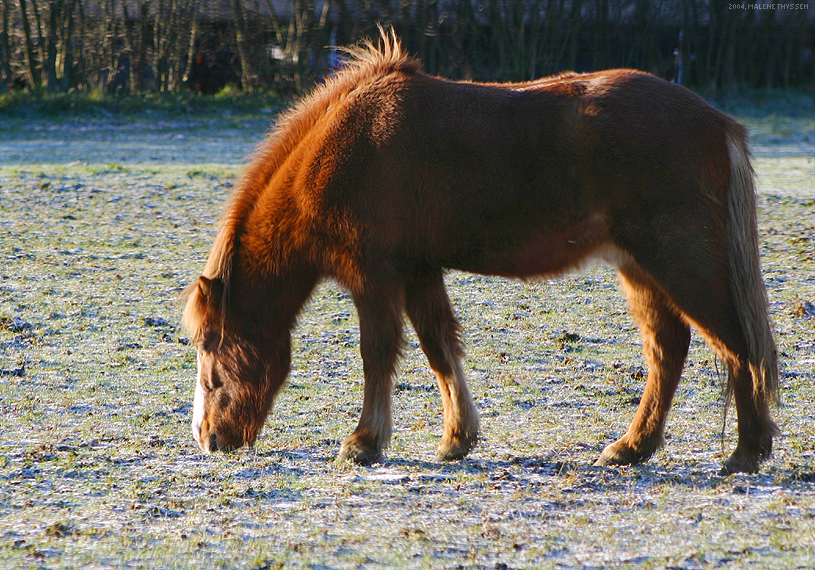
Perissodactyla
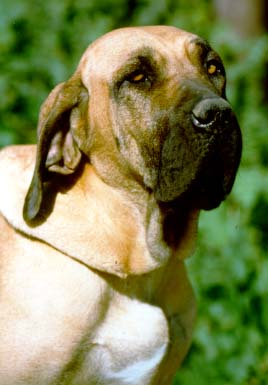
Carnivora
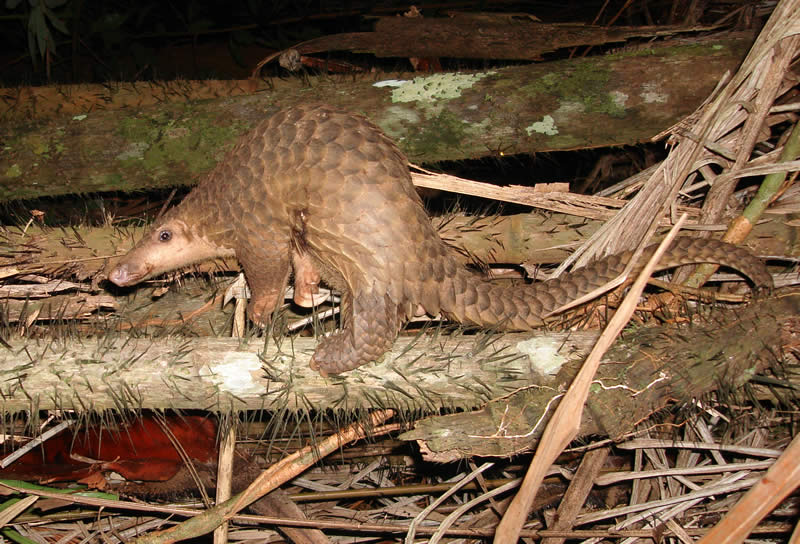
Pholidota
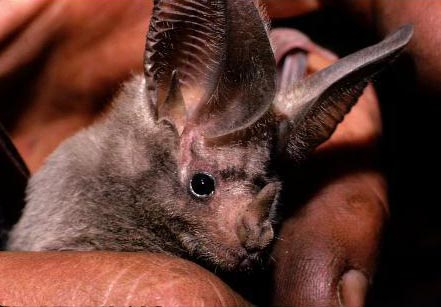
Chiroptera